# Clericis laicos
Clericis laicos (česky Klerikům laiky) byla papežská bula vydaná papežem Bonifácem VIII. 24. února 1296.
V této bule Bonifác VIII. uvaluje klatbu na francouzského krále Filipa IV. Sličného. Důvodem bylo zastavení odvodu církevních daní papežskému stolci a místo toho jeho přenesení do francouzské pokladny. Tato bula zakazovala panovníkům vybírat berni od duchovních bez předchozích souhlasu papeže. Bonifác VIII. si tímto aktem sliboval posílení své moci nad francouzským králem, výsledek byl zcela opačný. Nejenže bula neměla zastrašující efekt na Filipa IV. Sličného, ale navíc byla fakticky odmítnuta i samotným francouzským klérem. V reakci na tuto diplomatickou porážku vydává Bonifác VIII. o rok později (1297) smírnou bulu, nazvanou Etsi de statu, která za určitých podmínek umožňovala panovníkovi výběr daní i od kléru. I tak se však jednalo o další vyhrocení sporu mezi Filipem IV. a Bonifácem VIII., které vyvrcholilo v přípravě buly Super Petri solio a zajetí papeže francouzskými oddíly.